# Ignacio Marquina
Ignacio Marquina (Ciudad de México, 1888 - ibidem, 1981) fue un arquitecto y arqueólogo mexicano.
Luego de recibirse de arquitecto a partir de 1917, comenzó a prestar servicios en la dirección de Antropología, trabajando en el sitio de  Teotihuacán con Manuel Gamio, explorando la Ciudadela y el frente del Templo de Quetzalcóatl. Posteriormente, también realizó excavaciones en los sitios arqueológicos de Uxmal y Chichén Itzá. Se desempeñó como profesor de arquitectura prehispánica en la Escuela Nacional de Antropología e Historia del INAH de México. 
Su obra Arquitectura Prehispánica, publicada en 1951, es muy reconocida y le hizo ganar un gran prestigio.